# Lynden (Washington)
Lynden es una ciudad ubicada en el condado de Whatcom en el estado estadounidense de Washington. En el año 2000 tenía una población de 9.020 habitantes y una densidad poblacional de 853,6 personas por km².

## Geografía
Lynden se encuentra ubicada en las coordenadas 48°56′48″N 122°27′25″O / 48.94667, -122.45694.

## Demografía
Según la Oficina del Censo en 2000 los ingresos medios por hogar en la localidad eran de $42.767, y los ingresos medios por familia eran $50.449. Los hombres tenían unos ingresos medios de $39.597 frente a los $23.292 para las mujeres. La renta per cápita para la localidad era de $20.639. Alrededor del 6,1% de la población estaban por debajo del umbral de pobreza.